# Фрид, Самуил Рувимович
Самуил Рувимович Фрид (1909—1985) — советский оператор и режиссёр документального кино.

## Биография
С 1938 года работал на студии кинохроники в Минске, во время Великой Отечественной войны оператор Куйбышевской студии хроники. В 1945—1979 гг. — режиссёр и оператор Минской студии хроникально-документальных фильмов-киностудии Беларусьфильм.

## Фильмография

### Оператор
- 1941 — На страже Родины
- 1944 — 25 лет Чувашской АССР
- 1945 — Наши дети[1]
- 1945 — Процесс над немцами в Белоруссии[2]
- 1946 — Минск возрождается
- 1946 — Праздник освобождения
- 1947 — Малые реки
- 1947 — Новоселье
- 1948 — Великое наступление
- 1948 — Советская Беларусь
- 1949 — 30 лет БССР
- 1949 — Счастье народа
- 1950 — Передовой колхоз
- 1951 — Лен
- 1952 — В заводском районе
- 1953 — Советская Белоруссия
- 1954 — По Нечернозёмному пути
- 1955 — Случай на новоселье
- 1956 — Песня друзей
- 1956 — День республики
- 1957 — Народный театр
- 1957 — Народные умельцы
- 1958 — Они вступают в жизнь
- 1958 — Театральная весна в Таллине
- 1958 — Луг рассказывает
- 1960 — Белорусское стекло
- 1961 — Огни Нефтестроя
- 1962 — Павлик (фильм)
- 1963 — Школа героев
- 1963 — Путь в два десятилетия
- 1964 — Обольские комсомольцы
- 1964 — В шестнадцать мальчишеских лет (совм. с И. К. Ремишевским)
- 1964 — Незабываемое (совм. с М. З. Беровым, И. Н. Вейнеровичем, Ю. М. Иванцовым, Г. И. Масальским, И. К. Ремишевским, Е. П. Соколовым)
- 1965 — День Великой Победы (совм. с М. З. Беровым, И. Н. Вейнеровичем, Ю. М. Иванцовым, Г.Карловым, Г. Л. Лейбманом, Е. П. Соколовым)
- 1965 — Урок длиною в год
- 1966 — Главный конвейер
- 1966 — Наш класс через год
- 1968 — Я рисую мир
- 1969 — Они уже в седьмом
- 1970 — Письма в бессмертие
- 1971 — Братство талантов

### Режиссёр
- 1963 — Путь в два десятилетия
- 1964 — Династия Ковалевых
- 1965 — Урок длиною в год
- 1966 — Главный конвейер
- 1966 — Жизнь отданная людям
- 1966 — Наш класс через год
- 1966 — Человек рождается для счастья
- 1968 — Я рисую мир
- 1969 — Они уже в седьмом
- 1970 — Письма в бессмертие
- 1971 — Братство талантов
- 1973 — Дело жизни
- 1975 — Город моей судьбы